# 施定柔
施定柔（二十世纪七十年代—），另笔名“玄隐”，中國作家、編劇，生于湖北武漢，畢業於多倫多大學東亞系，现居加拿大。2004年，在晉江文學城發表武俠系列小說《迷俠記》《迷行記》《迷神記》（簡稱“定柔三迷”）。2008年，開始連載現代言情小說《瀝川往事》。2009年，創作都市玄幻小說《結愛：異客逢歡》，同年獲得“彩虹杯”十萬大獎女性文學原創征文大賽系列冠軍。2016年，擔任改編編劇的都市愛情劇《遇見王瀝川》播出。2017年，系列作品《結愛：異客逢歡》獲第二屆網絡文學雙年獎優秀獎。

## 经历
2003年，在晉江文學城首發武俠系列：《迷俠記》、《迷行記》、《迷神記》，簡稱“定柔三迷”。
2008年，以另一筆名“玄隱”發表由古代武俠向現代言情的轉型之作《瀝川往事》。
2009年，創作都市玄幻小說《結愛：異客逢歡》，同年獲得“彩虹杯”十萬大獎女性文學原創征文大賽系列冠軍。
2010年，晉江文學城2009-2010年度作者“版權大獎”。
2011年，首屆西湖類型文學雙年獎“科幻玄幻類優秀作品”提名。
2016年，首部都市愛情題材的編劇作品《遇見王瀝川》在安徽衛視中播出。
2017年，《結愛》系列獲得“第二屆網絡文學雙年獎”之優秀獎。

## 作品

### 长篇小说
- 《有些尷尬的愛情故事》（現代言情，預計2024年出版）
- 《星河遠人》（科幻，2022年，浙江文藝出版社出版）
- 《你給我的喜歡》（現代言情，2020，浙江文藝出版社）
- 《瀝川往事十周年紀念版》（現代言情，2020年，浙江文藝出版社）
- 《再見王瀝川》（現代言情，2018年，浙江文藝出版社）
- 《結愛：南嶽北關》上下冊（現代玄幻，2018年，浙江文藝出版社）
- 《結愛：犀燃燭照》上下冊（現代玄幻，2016年，浙江文藝出版社）[1]
- 《彩虹的重力》（現代言情，2011年，浙江文藝出版社）[2]
- 《結愛：異客逢歡》上下冊（現代玄幻，2010年，文化藝術出版社）[3]
- 《瀝川往事》上下冊（現代言情，2009年，黃山書社）[4]
- 《迷神記》（古代武俠，2006年，朝華出版社）
- 《迷行記》（古代武俠，2005年，朝華出版社）
- 《迷俠記》（古代武俠，2005年，朝華出版社）

### 短篇小說
- 《理想的女友》，散文，《文藝風象·理想的女友》，2012年10月號。
- 《雙城記》，短篇言情， 《時尚COSMO》，2011年第10期。
- 《她不是猛虎，嗅不到那朵玫瑰》，短篇言情， 花火雜誌《我曾用愛雕刻時光》2011年05期。
- 《荔亭夜話》，短篇武俠，《翼世界》創刊號，2011年01期。
- 《石塘夜話》，短篇武俠， 《今古傳奇·武俠版》，2006年22期。

### 編劇作品
- 彩虹的重力，編劇，36集，2019年，騰訊視頻播出。製作人：周恬；導演：林清振；主演：高以翔、宣璐
- 再見王瀝川，編劇，8集，2018年，優酷視頻播出。製作人：周恬；導演：黃常祚；主演：黃立、李夢。
- 遇見王瀝川，編劇，38集，2016年，安徽衛視播出。製作人：周恬；導演：陳銘章；主演：高以翔、焦俊艷。

## 作品影視改編
- 你給我的喜歡（改編自《你給我的喜歡》），2023年4月，騰訊視頻
- 彩虹的重力（改編自《彩虹的重力》），2019年10月，騰訊視頻
- 再見王瀝川（改編自《再見王瀝川》），2018年9月，優酷視頻
- 結愛·千歲大人的初戀 （改編自《結愛：異客逢歡》），2018年5月，騰訊視頻
- 遇見王瀝川（改編自《瀝川往事》），2016年7月，安徽衛視。